# 环八硫
环八硫 是一种无机化合物 ，化学式 S
8。 它是一种黄色，无味无臭的固体。 它是硫最常见的同素异形体。 它是自然界中广泛存在的主要工业化学品。 